# André Fortin (homme politique)
Cet article concerne l'homme politique. Pour l'auteur-compositeur, voir André Fortin. Pour les articles homonymes, voir Fortin.
André Fortin, né le 12 décembre 1981 à Quyon, est un homme politique québécois. Il est député de la circonscription de Pontiac à l'Assemblée nationale du Québec depuis l'élection du 7 avril 2014 sous la bannière du Parti libéral du Québec.
De octobre 2017 à octobre 2018, il est ministre des Transports, de la Mobilité durable et de l’Électrification des transports dans le gouvernement Couillard.

## Biographie

### Études et carrière
André Fortin obtient un baccalauréat en sciences commerciales en 2003 et une maîtrise en administration des affaires de l’Université d’Ottawa en 2011. Il est attaché de presse du ministre des Transports du Canada, Jean Lapierre de 2004 à 2005, et du chef de l’opposition officielle au Parlement fédéral en 2006. Il est également directeur des communications pour Ralph Goodale et œuvre au cabinet du premier ministre du Canada en 2005 et 2006. Il est aussi le directeur des affaires publiques de l'Association des brasseurs du Canada de 2007 à 2013 et le directeur des relations gouvernementales chez TELUS de 2013 à 2014.

### Politique
Il est élu député de Pontiac lors des élections générales québécoises de 2014. Le 11 octobre 2017, lors d'un remaniement ministériel, il est nommé ministre des Transports du Québec.
À la suite des élections générales québécoises de 2018, il est nommé porte-parole de l'opposition officielle en matière de Santé, Santé publique et Vitalité des régions.
André Fortin est réélu pour un troisième mandat lors des élections du 3 octobre 2022.

## Résultats électoraux
|                                                                                               | Nom                         | Parti                    | Nombre de voix | %      | Maj.  |
| --------------------------------------------------------------------------------------------- | --------------------------- | ------------------------ | -------------- | ------ | ----- |
|                                                                                               | André Fortin (sortant)      | Libéral                  | 12 477         | 43,7 % | 5 421 |
|                                                                                               | Corinne Canuel-Jolicoeur    | Coalition avenir         | 7 056          | 24,7 % | -     |
|                                                                                               | Terrence Watters            | Conservateur             | 3 118          | 10,9 % | -     |
|                                                                                               | Mike Owen Sebagenzi         | Québec solidaire         | 2 935          | 10,3 % | -     |
|                                                                                               | Jolaine Paradis-Châteauneuf | Parti québécois          | 1 887          | 6,6 %  | -     |
|                                                                                               | Pierre Cyr                  | Vert                     | 616            | 2,2 %  | -     |
|                                                                                               | William Twolan              | Parti canadien du Québec | 475            | 1,7 %  | -     |
| Total                                                                                         | Total                       | Total                    | 28 564         | 100 %  |       |
| Le taux de participation lors de l'élection était de 53,5 % et 185 bulletins ont été rejetés. |                             |                          |                |        |       |

|                                                                                               | Nom                    | Parti              | Nombre de voix | %      | Maj.  |
| --------------------------------------------------------------------------------------------- | ---------------------- | ------------------ | -------------- | ------ | ----- |
|                                                                                               | André Fortin (sortant) | Libéral            | 14 869         | 53,9 % | 9 237 |
|                                                                                               | Olive Kamanyana        | Coalition avenir   | 5 632          | 20,4 % | -     |
|                                                                                               | Julia Wilkie           | Québec solidaire   | 2 964          | 10,7 % | -     |
|                                                                                               | Marie-Claire Nivolon   | Parti québécois    | 1 520          | 5,5 %  | -     |
|                                                                                               | Roger Fleury           | Vert               | 919            | 3,3 %  | -     |
|                                                                                               | Kenny Roy              | Conservateur       | 853            | 3,1 %  | -     |
|                                                                                               | Samuel Gendron         | NPD Québec         | 795            | 2,9 %  | -     |
|                                                                                               | Louis Lang             | Marxiste-léniniste | 40             | 0,1 %  | -     |
| Total                                                                                         | Total                  | Total              | 27 592         | 100 %  |       |
| Le taux de participation lors de l'élection était de 53,5 % et 249 bulletins ont été rejetés. |                        |                    |                |        |       |

|                                                                                               | Nom                     | Parti              | Nombre de voix | %      | Maj.   |
| --------------------------------------------------------------------------------------------- | ----------------------- | ------------------ | -------------- | ------ | ------ |
|                                                                                               | André Fortin            | Libéral            | 25 659         | 75,8 % | 22 633 |
|                                                                                               | Michel Mongeon          | Coalition avenir   | 3 026          | 8,9 %  | -      |
|                                                                                               | Maryse Vallières-Murray | Parti québécois    | 2 897          | 8,6 %  | -      |
|                                                                                               | Charmain Levy           | Québec solidaire   | 2 157          | 6,4 %  | -      |
|                                                                                               | Louis Lang              | Marxiste-léniniste | 131            | 0,4 %  | -      |
| Total                                                                                         | Total                   | Total              | 33 870         | 100 %  |        |
| Le taux de participation lors de l'élection était de 68,2 % et 322 bulletins ont été rejetés. |                         |                    |                |        |        |